# Alessandro Ballan
Alessandro Ballan (ur. 6 listopada 1979 w Castelfranco Veneto) – włoski kolarz szosowy, mistrz świata w wyścigu ze startu wspólnego (2008).
Karierę profesjonalną rozpoczął w 2004 roku w grupie Lampre. 28 września 2008 odniósł swój życiowy sukces zostając mistrzem świata w wyścigu ze startu wspólnego. Rok później wygrał Tour de Pologne. W 2010 roku przeniósł się do BMC Racing Team; w tym też roku ponownie wystartował w Tour de Pologne, jednak tym razem nie udało mu się powtórzyć sukcesu w Polsce - zajął piąte miejsce.

## Najważniejsze zwycięstwa i sukcesy
2006
- 1. miejsce w Trofeo Laigueglia

2007
- 1. miejsce w Driedaagse van De Panne-Koksijde
- 1. miejsce w Ronde van Vlaanderen
- 1. miejsce w Vattenfall Cyclassics

2008
- 3. miejsce w Paryż-Roubaix
- 4. miejsce w Ronde van Vlaanderen
- 1. miejsce na 7. etapie Vuelta a España
- 1. miejsce w mistrzostwach świata (start wspólny)

2009
- 1. miejsce w Tour de Pologne
  - 1. miejsce na 5. etapie

2010
- 5. miejsce w Tour de Pologne

2011
- 2. miejsce w Strade Bianche
- 4. miejsce w Mediolan-San Remo
- 6. miejsce w Paryż-Roubaix

2012
- 4. miejsce w Strade Bianche
- 8. miejsce w Mediolan-San Remo
- 3. miejsce w Ronde van Vlaanderen
- 3. miejsce w Paryż-Roubaix
- 1. miejsce w Giro della Toscana
- 2. miejsce w mistrzostwach świata (jazda drużynowa na czas)
- 1. miejsce na 7. etapie  Eneco Tour